# 牛耳新设轻电铁UL000系电力动车组
牛耳新设轻电铁UL000系电力动车组（：／）是牛耳新设轻电铁株式会社的一款通勤型电力动车组，在首爾輕電鐵牛耳新設線运营。

## 概况
UL000系电力动车组是首爾輕電鐵牛耳新設線的列车，由现代Rotem于2015年（生产车辆编号为UL001-UL018）负责生产。计划运行于首爾輕電鐵牛耳新設線全区间，目前均为2辆编组。
2015年6月计划的车辆编号曾有如下3种方案：
- UL1(2)XX：U代表Ui（牛耳）的缩写，L代表Light rail transit（轻轨），1(2)代表车的两个端位，XX为编号。
- L11(2)XX：牛耳新设轻电铁株式会社建议的一种编号，L代表Light rail transit（轻轨），1(2)代表车的两个端位，XX为编号。
- SL11(2)XX：S代表Seoul（首尔），L代表Light rail transit（轻轨），1(2)代表车的两个端位，XX为编号。

但经讨论，第2、3套方案均存在着一定缺点，因此最终采纳了第1套方案。

## 编组
| 車廂編號 | 1             | 2             |
| 集電靴   | 有            | 有            |
| 形式區分 | UL1XX (Mc')   | UL2XX (Mc')   |
| 車輛編號 | UL101 : UL118 | UL201 : UL218 |
| 其他設備 |               |               |
| 車輛重量 |               |               |
| 載客量   | 163人         | 163人         |

## 圖片

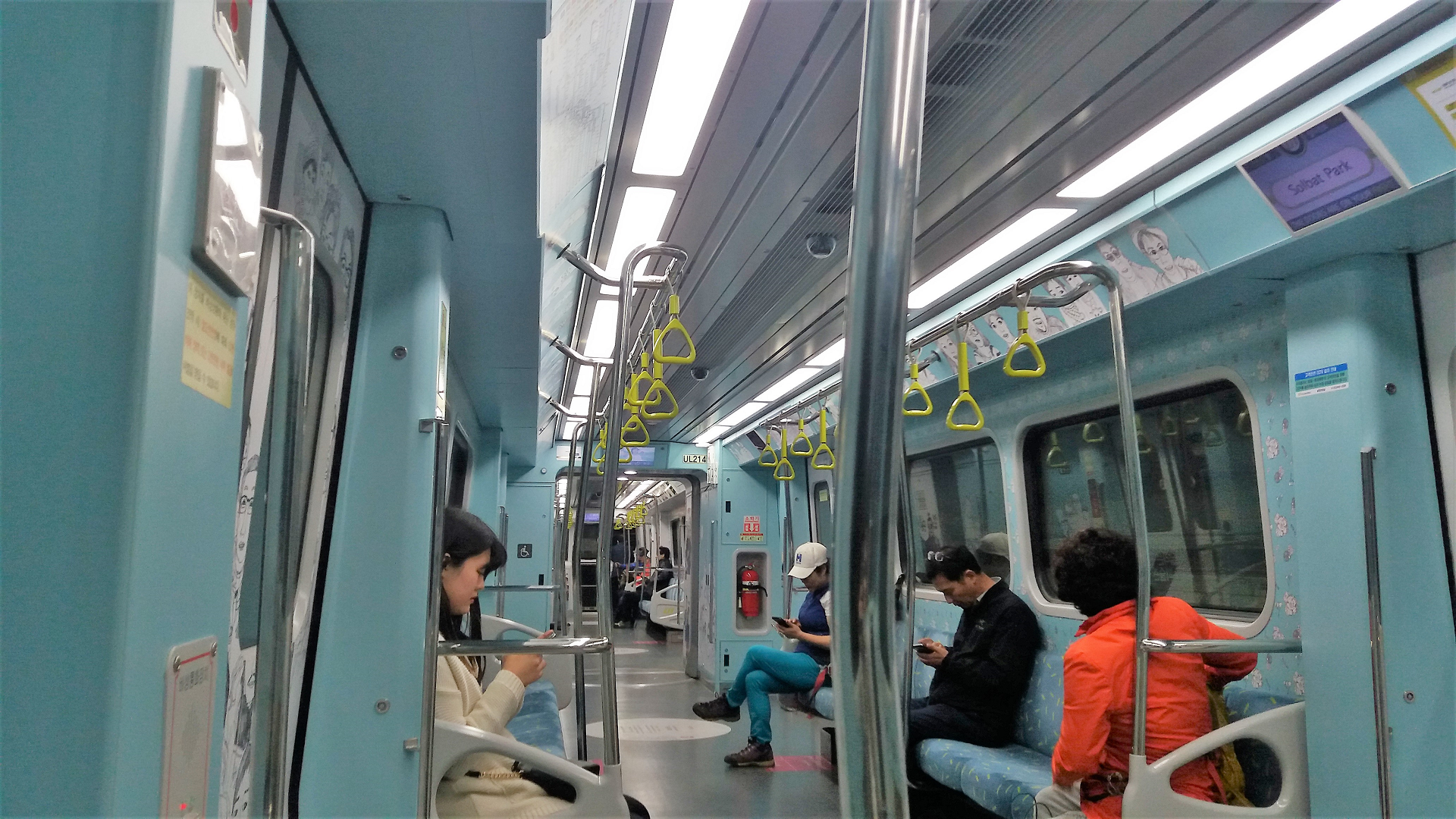
車廂內部
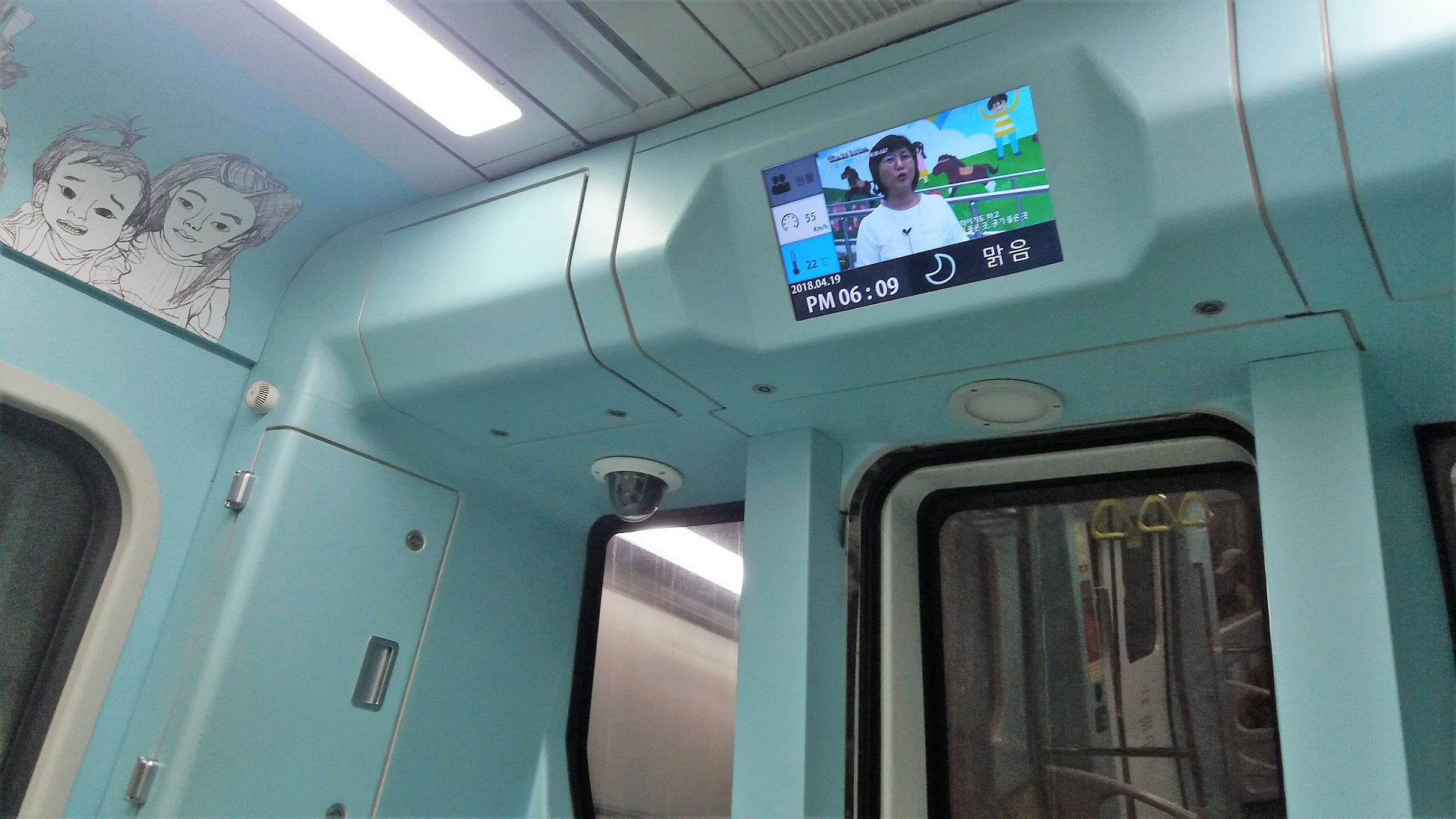
車廂內的顯示螢幕
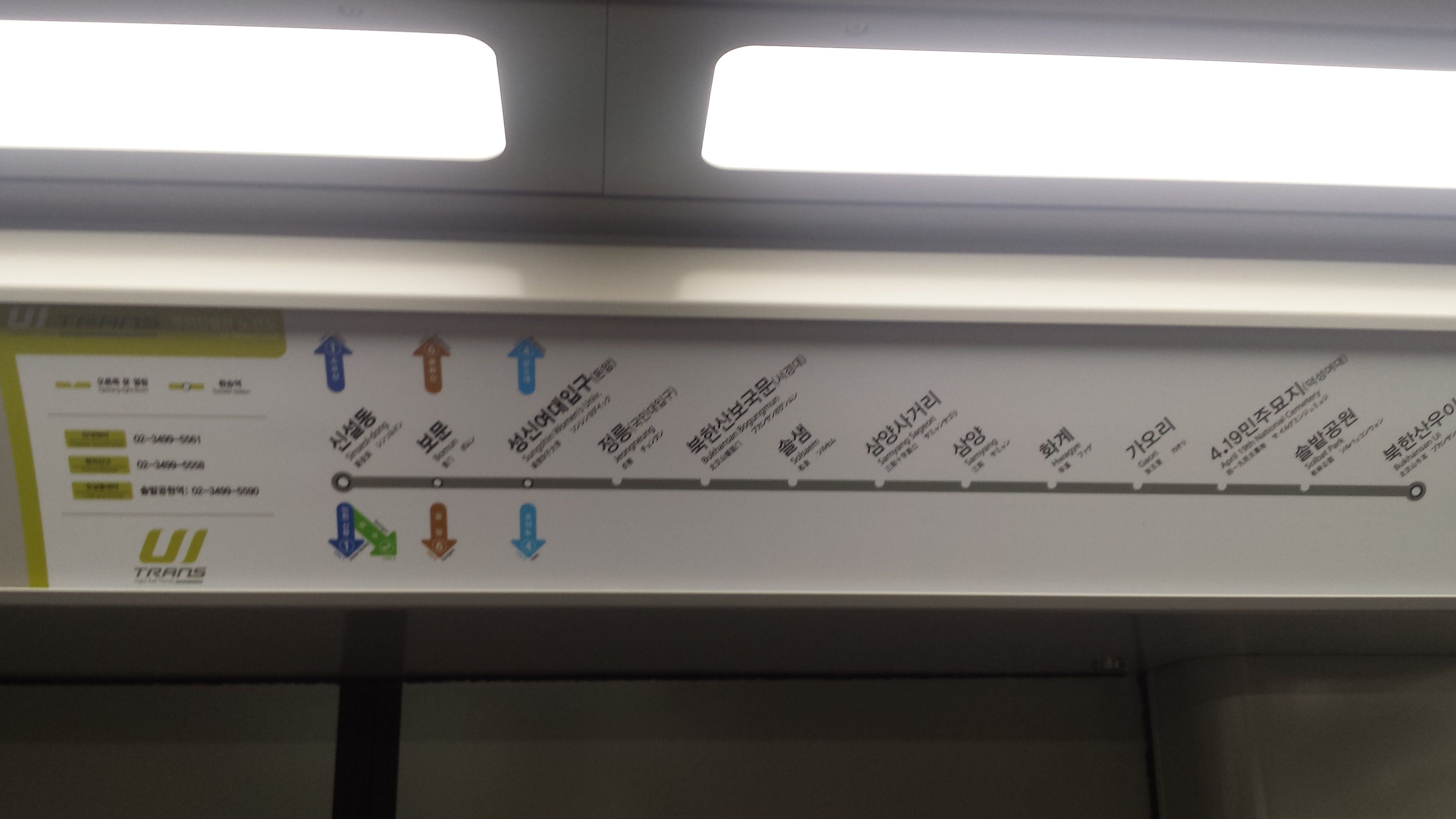
車廂內的地鐵路線圖